# メア・アイランド海軍造船所

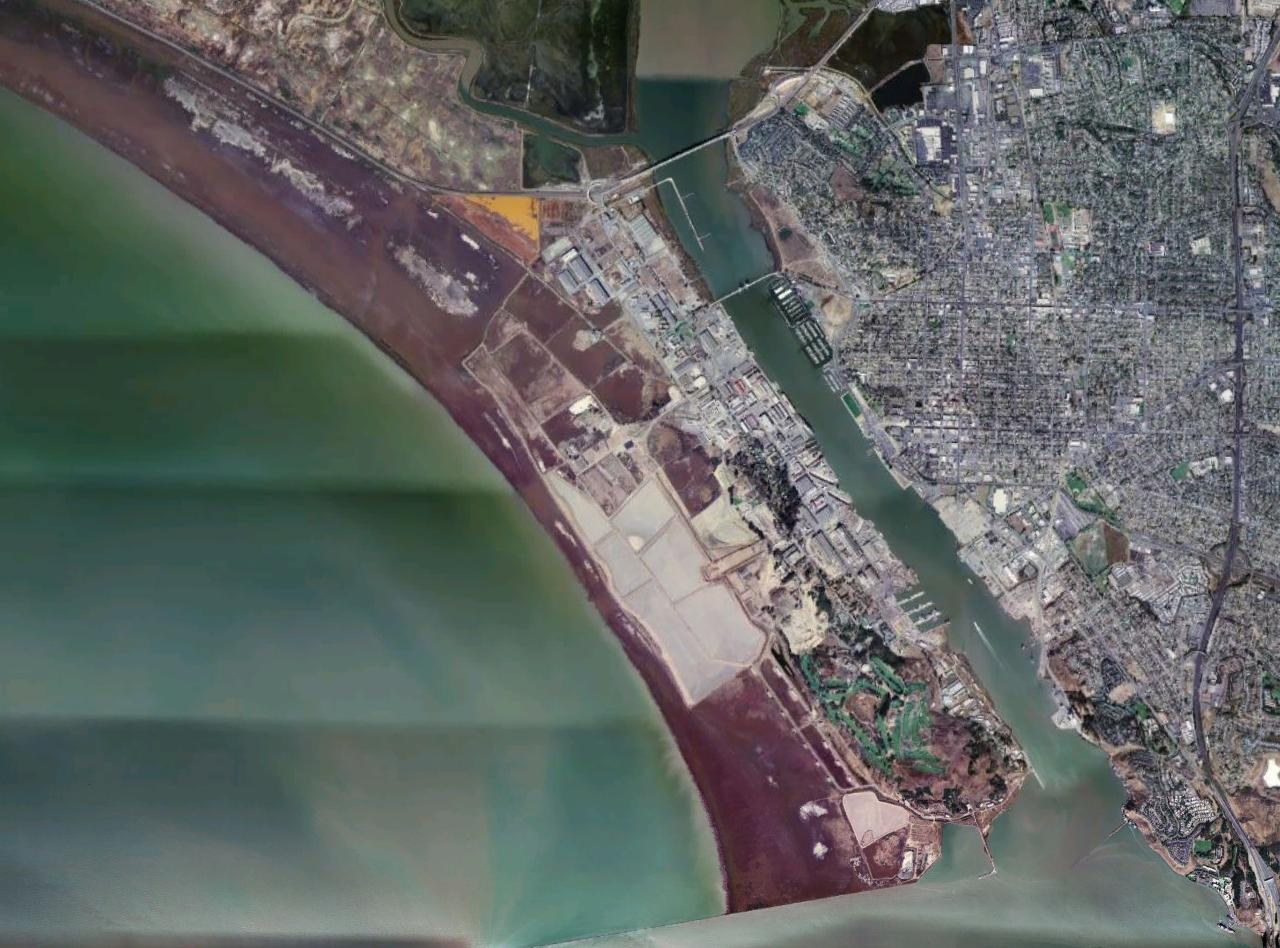
上空から

メア・アイランド海軍造船所（Mare Island Naval Shipyard, MINS）は、1996年に閉鎖されたアメリカ海軍の造船所。カリフォルニア州ソラノ郡のバレーホ市に位置しているが、ナパ川によって市街地から隔てられている。面積は約2,000ヘクタールと広大である。主要な建物はアメリカ合衆国国家歴史登録財に登録され保護されている。残りの土地は緑地となり、一部は再開発される予定である。サンフランシスコからは北東40キロメートルの所にある。

## 歴史
1853年、海軍は387ヘクタールの広さの造船所を購入した。1854年9月16日にデヴィッド・ファラガットの指揮下で同造船所での船舶建造を開始した。太平洋側に設置された初のアメリカ海軍造船所であった。造船所は断続的に規模を拡大した。労働者の大半は移民で特にフィリピン系が多かった。今日でもバレーホには大きなフィリピン系コミュニティがある。